# Diego Milito
Diego Alberto Milito (Bernal, 12. lipnja 1979.), bivši je argentinski nogometaš i bivši reprezentativac. Njegov brat Gabriel Milito je također bio profesionalni nogometaš. Postigao je dva pogotka u finalu lige prvaka 2010. protiv FC Bayern Münchena.

## Vanjske poveznice
- Profil na Transfermarktu
- Profil na Soccerwayu